# Хайнрих II фон Клингенберг
Хайнрих II фон Клингенберг (на немски: Heinrich von Klingenberg, на латински: Henricus de Klingenberg; * ок. 1240; † 12 септември 1306) от род Клингенберг от Тургау, е княжески епископ на Констанц (1293 – 1306) и от 1296 до 1306 г. управител на манастир Райхенау. Той е смятан за най-значимия епископ на Констанц през Средновековието.

## Живот
Той е син на рицар Улрикус де Клингинбере († 1274), фогт в Тургау, и съпругата му Вилебургис фон Кастел († 1305). Брат е на Конрад фон Клингенберг († 1340), епископ на Бриксен (1322 – 1324) и Фрайзинг (1324 –1340), Улрих фон Клингенберг († 1314), губернатор на Констанц.
Хайнрих следва в университетите в Болоня и Падуа и става духовник, също получава докторска титла по право. Той започва служба при немския крал Рудолф I и става негов пронотариус и вицеканцлер.
Хайнрих е привърженик на крал Албрехт I, на когото служи като чиновник и дипломат. Той не успява да стане епикоп на Фрайзинг (1283) и Пасау (1285), и става пропст на имперския манастир в Ксантен (1288) и в Аахен (1292). През 1293 г. е избран от катедралния капител за княжески епископ на Констанц. Помазан е на 8 март 1294 г. от архиепископа на Майнц Герхард фон Епщайн. Съседният манастир Райхенау го избира за десет години през 1296 г. за управител. Той обаче почти не се грижи за абатството и договорът му не е продължен.
Хайнрих създава първия списък на собственостите (Klingenberg-Urbar) за княжеското епископство.